# Ville-devant-Chaumont
Ville-devant-Chaumont – miejscowość i gmina we Francji, w regionie Grand Est, w departamencie Moza.
Według danych na rok 1990 gminę zamieszkiwało 57 osób, a gęstość zaludnienia wynosiła 14 osób/km² (wśród 2335 gmin Lotaryngii Ville-devant-Chaumont plasuje się na 988. miejscu pod względem liczby ludności, natomiast pod względem powierzchni na miejscu 1090.).